# ديتر باومان
ديتر باومان (بالألمانية: Dieter Baumann)‏ (و. 1965  م) هو كاتب، ومنافس ألعاب قوى، وعداء مسافات طويلة، وعداء المسافات المتوسطة، من ألمانيا، شارك في الألعاب الأولمبية الصيفية 1996، والألعاب الأولمبية الصيفية 1992، والألعاب الأولمبية الصيفية 1988.

## جوائز
حصل على جوائز منها:
- وسام الاستحقاق لبادن-فورتمبيرغ.

## روابط خارجية
- ديتر باومان على موقع الاتحاد الدولي لألعاب القوى (الإنجليزية)
- ديتر باومان على موقع أوليمبيديا (الإنجليزية)